# Охтирська округа
Охти́рська окру́га (до листопада 1923 року — Богодухівська; Ахтирський округ; рос. Ахтырский округ) — адміністративно-територіальна одиниця СРСР. Існувала з 1923 по 1925 роки в складі Харківської губернії УСРР. Центр — місто Богодухів (12.04—12.11.1923), Охтирка (12.11.1923—3.06.1925).

## Адміністративно-територіальний поділ
Створена 12 квітня 1923 року як Богодухівська округа з частин Лебединського, Охтирського, Богодухівського повітів Харківської губернії та частини Зіньківського повіту Полтавської губернії. 12 листопада 1923 року перейменована Охтирську з перенесенням адміністративного центру.
5 січня 1925 року внесені зміни в адміністративний поділ округи: Ново-Рябинівський район розформований з віднесенням територій до Кириківського і Богодухівського, переданий від Сумської округи Тростянецький район; Лютівська сільрада Сіннянського району перечислена до Золочівського району Харківської округи, також перечислені кілька сільрад між районами всередині округи.
Ліквідована 3 червня 1925 року.
На момент розформування до складу округи входили 12 районів:
1. Богодухівський
2. Велико-Писарівський
3. Груньський
4. Кириківський
5. Колонтаївський
6. Котелівський
7. Краснокутський
8. Охтирський
9. Рублівський
10. Сенявський (Сіннянський)
11. Тростянецький
12. Чупахівський

При розформуванні округи її територія розподілена між сусідніми округами:
- до Полтавської округи Полтавської губернії відійшли Груньський, Рублівський та Котелівський райони;
- до Сумської округи Харківської губернії — Чупахівський і Тростянецький райони;
- до Харківської округи Харківської губернії — Охтирський, Кириківський, В.-Писарівський, Краснокутський, Колонтаївський, Сіннянський та Богодухівський райони.

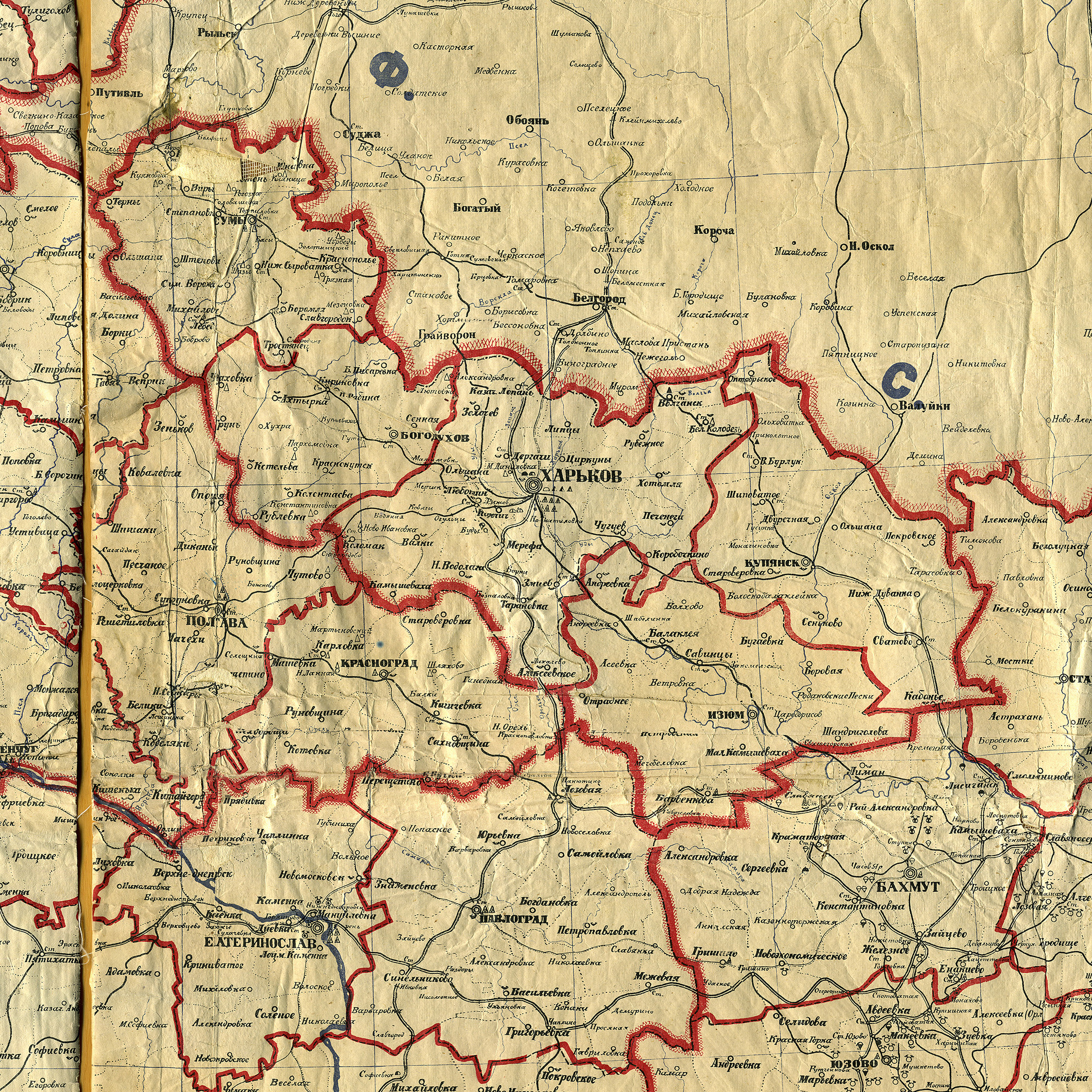
Карта Богодухівської округи у складі Харківської губернії, 1923
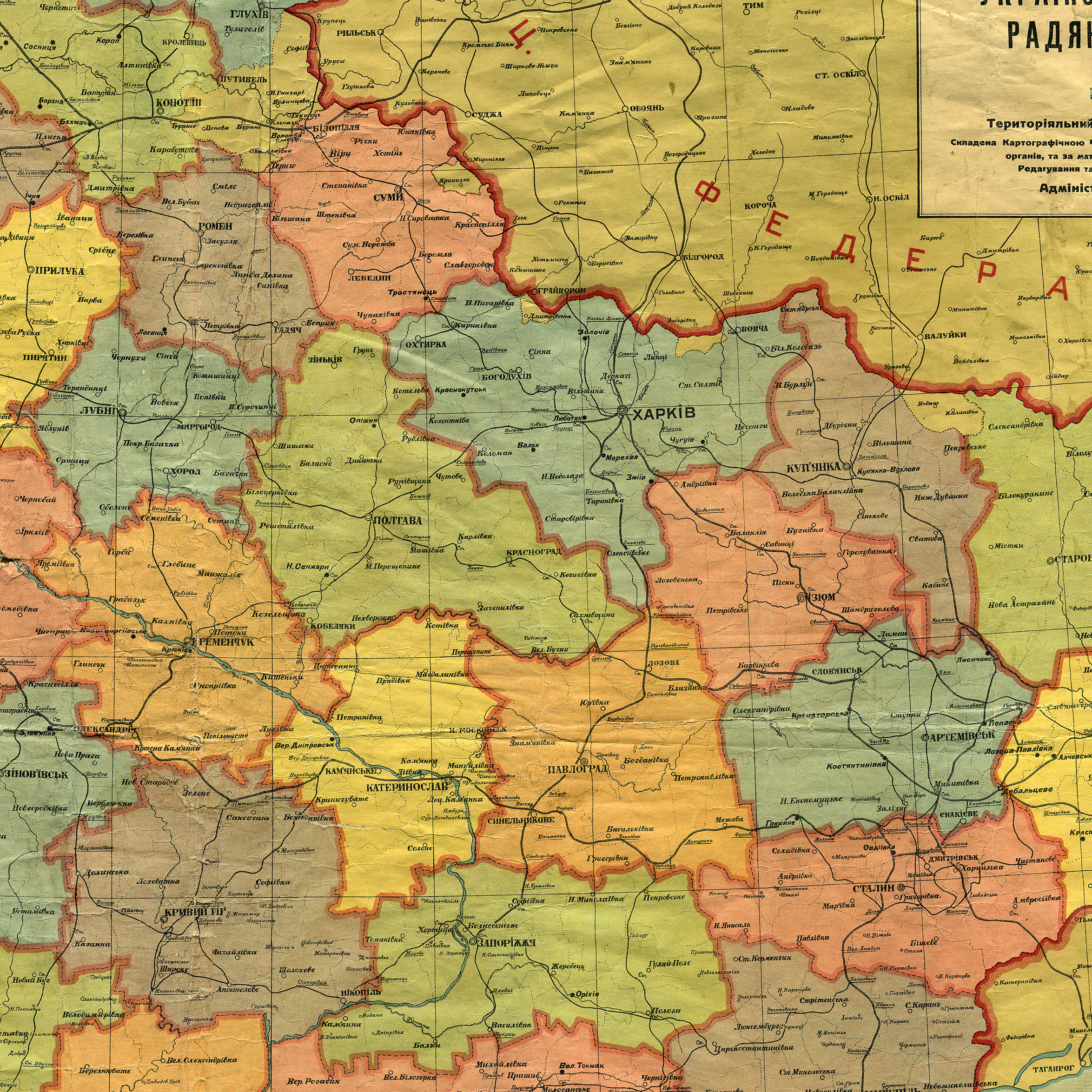
Карта колишньоъ Охтирської округи, адміністративні межі станом на 1 жовтня 1925

## Керівники округи

### Відповідальні секретарі окружного комітетуКП(б)У
- Шустін Аркадій Якович (.05.1924—.06.1925)

### Голови окружного виконавчого комітету
- Закондирін Іван Григорович (1923—.04.1925)